# حسن شمشکی
حسن شمشکی (زاده ۱ خرداد ۱۳۵۳) اسکی‌باز اهل ایران است که در المپیک زمستانی ۱۹۹۸ که در ناگانو ژاپن برگزار می‌شد در رشته مارپیچ کوچک شرکت کرد و به رتبه ۳۰ دست یافت.
المپیک ناگانو نخستین حضور ایران در یک المپیک زمستانی پس از انقلاب ۱۳۵۷ و حسن شمشکی تنها ورزشکار ایرانی این رقابت‌ها بود.